# 040 GA 1
La 040 GA 1 est un prototype de locomotive à turbine à gaz construit par la régie nationale des usines Renault (RNUR) pour la société nationale des chemins de fer français.
Mis en service en 1952, il est radié dès 1959.

## Naissance du projet et caractéristiques techniques

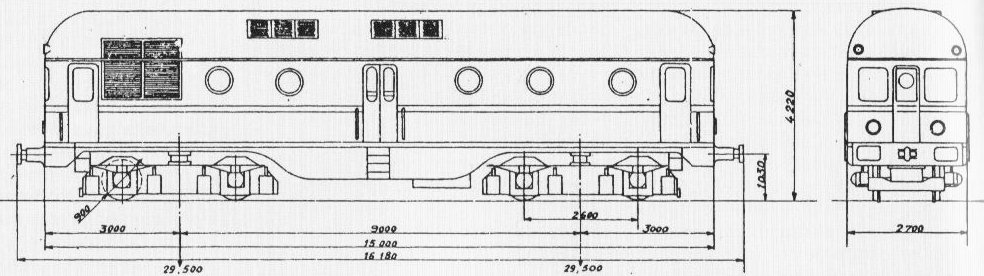
Plan de la 040 GA 1.

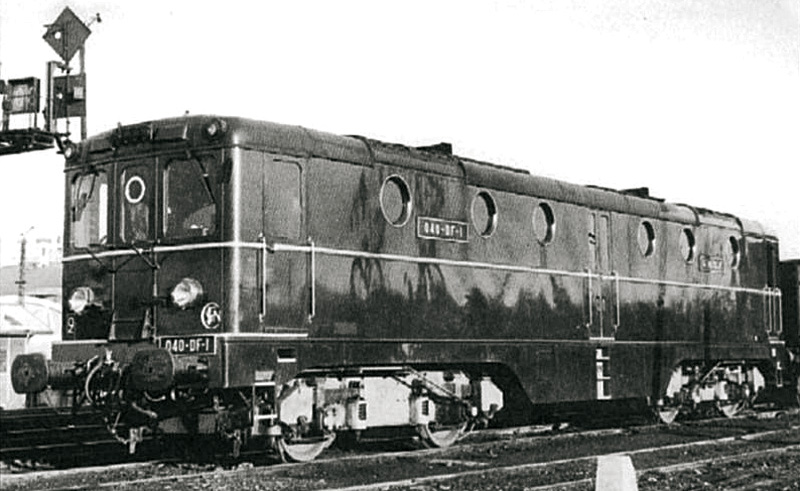
Locomotive SNCF 040 DF 1 (future BB 60041).

Au début des années 1950, la RNUR est convaincue que l'utilisation d'un turbine à gaz associée à un moteur à pistons libres peut être intéressante par rapport à un moteur diesel pour motoriser une locomotive. Le faible poids de cet équipement, issu de la filière utilisée dans la marine, doit compenser un rendement médiocre et une consommation élevée.
Renault utilise, pour construire son prototype, une base de locomotive R 5070 de sa production, identique à la BB 60041 de la SNCF.
Un générateur de gaz à deux pistons libres (600 battements par minute en régime normal) sous licence Sigma-Pescara GS-34 alimente en gaz, via un réservoir tampon, une turbine à gaz Rateau à six étages (12 320 tr/min maximum). La transmission mécanique est simple : un réducteur comportant également un inverseur de marche est placé en sortie de turbine ; il transmet le mouvement aux deux bogies par des arbres à cardans. La régulation de la  vitesse est obtenue en faisant varier la vitesse de rotation de la turbine par la quantité de carburant injectée dans le moteur mais le changement d'un jeu de pignons au niveau du réducteur permet d'obtenir deux vitesses maximales, 90 et 140 km/h.
La locomotive est peinte en vert foncé rehaussé d'un filet jaune ceinturant la caisse à mi-hauteur et d'une moustache jaune à chaque extrémité. Pour tenir compte de l'encombrement des équipements, des contraintes d'alimentation en air de la turbine et de l'important dégagement de chaleur, la toiture de la 040 GA 1 est surélevée aux limites permises par le gabarit SNCF.

## Carrière
Après des essais sur les lignes Paris - Granville et Paris - Valenciennes, la 040 GA 1 est affectée au dépôt de La Chapelle et utilisée sur Paris - Valenciennes par Montdidier et Cambrai pendant plusieurs années, remorquant des trains express. Lorsqu'elle stationne sous la verrière de la gare du Nord moteur tournant, son échappement est si bruyant que tout appel par haut-parleur est inaudible. En 1958, elle est brièvement mutée au dépôt de La Rochelle où elle tracte des omnibus sur La Rochelle — Fontenay-le-Comte.
La 040 GA 1 est radiée dès 1959, après un parcours de 360 000 km, les turbines à gaz de technologie maritime s'avérant décevantes pour leurs applications ferroviaires.